# Холодная (приток Нючкины)
Холодная — река в России, протекает по территории Заозерского сельского поселения Прионежского района Республики Карелии. Длина реки — 11 км.

## Общие сведения
Течёт преимущественно в юго-западном направлении.
Впадает в реку Нючкину, в свою очередь, впадающую в Логмозеро, соединяющееся протокой с Онежским озером.
Населённые пункты на реке отсутствуют.
Код объекта в государственном водном реестре — 01040100612102000014030.